# Fedorivka, Tîvriv
Fedorivka (în ucraineană Федорівка) este un sat în comuna Markivka din raionul Tîvriv, regiunea Vinnița, Ucraina.

## Demografie
Componența lingvistică a localității Fedorivka
     Ucraineană (93,15%)
     Rusă (3,42%)
     Alte limbi (1,36%)
Conform recensământului din 2001, majoritatea populației localității Fedorivka era vorbitoare de ucraineană (93,15%), existând în minoritate și vorbitori de rusă (3,42%) și armeană (2,05%).